# Yvette Freeman
Yvette Freeman (Wilmington (Delaware), 1 oktober 1957) is een Amerikaans actrice, filmregisseuse, filmproducente en scenarioschrijfster. Ze speelde onder meer in 184 afleveringen van de televisieserie ER.

## Levensloop
Afkomstig uit een gezin met zeven kinderen kreeg ze de liefde voor acteren mee van haar vader, de jazzpianist Charles Freeman. Na aan de Universiteit van Delaware in kunst en theater te zijn afgestudeerd, begaf ze zich in de toneelwereld. Haar eerste grote optreden was in Ain't Misbehavin' , een musical op Broadway waarin haar grote zangvermogen goed tot zijn recht kwam. Daarna volgde andere rollen, niet alleen op het toneel maar ook op de televisie en in films. Ze trad onder meer op in Member of the Wedding, The Wiz en Mademoiselle Rose, en was ook in het buitenland actief.
Bekendheid bij het grote publiek werd ze door haar rol van zuster Haleh Adams in de ziekenhuisserie ER. Freeman speelde vanaf de eerste aflevering mee (deze begon in september 1994) en is daarmee de langstzittende actrice van deze televisieserie. Ze was ook van de partij in Working (1997-1999), een sitcom op tv over het reilen en zeilen op een kantoor die draaide om de kantoormedewerker Matt Peyser, een rol van Fred Savage.
Na in 1996 reeds een Ovation Award, een NAACP Image Award en een prijs van het weekblad LA Weekly voor haar acteerwerk in de musical Dinah Was in de categorie ‘beste actrice in een musical’ te hebben gekregen, viel haar in 2004 voor de tweede keer deze prijzen te beurt (niet van LA Weekly ditmaal). Haar man, de jazzpianist Lanny Hartley, is de regisseur van Dinah Was. Hierin vertolkt zij de rol van de bekende en vroegtijdig overleden jazz-zangeres Dinah Washington.
In 1999 behaalde ze het diploma van een regisseursopleiding. De eerste film die ze regisseerde was The Blessing Way (2000). Behalve regisseren houdt ze zich ook bezig met produceren en scenarioschrijven. Ze is actief in het genre van de korte films en de documentaires. Met Remember (2003), een film over de ziekte van Alzheimer, viel ze in de prijzen, ze kreeg er onder andere de prijs van het 'beste korte verhaal' van het Moondance 2004 Film Festival voor. Voor de website instantfilms.tv maakte ze de films The Confused Toad and Hideous Scream (2003).
Yvette Freeman en haar man zijn woonachtig in Los Angeles.